# Герб Ульяновска
Герб Ульяновска — один из официальных символов города Ульяновск, административного центра Ульяновской области. Символика города известна с XVII века, современный герб ведёт своё начало с 1712 года, нынешний герб утверждён 24 декабря 2003 года; внесён в Государственный геральдический регистр Российской Федерации под регистрационным номером 231.
Герб в соответствии с Методическими рекомендациями по разработке и использованию официальных символов муниципальных образований (Раздел 2, Глава VIII, п.п. 45-46), утвержденными Геральдическим советом при Президенте Российской Федерации 28.06.2006 года может воспроизводиться со статусной короной установленного образца.

## Описание и символика
Официальное описание:
Герб муниципального образования «Город Ульяновск» представляет собой изображение геральдического щита прямоугольной формы, вытянутого по вертикали, в лазоревом поле которого серебряный столб, стоящий на золотой с чёрным земле в оконечности. На столбе — золотая закрытая корона
Столб на гербе является символом незыблемости народовластия. Венчающая столб корона (венец) символизирует городское самоуправление как проявление власти жителей города.

## История

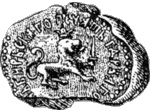
Герб Синбирска, 1672 год

Первый известный герб Симбирска (в то время он назывался Синбирск) пожалован городу в 1672 году за «двукратную храбрую оборону от разбойника Стеньки Разина: в первый раз при воеводе Иване Милославском от самого Стеньки Разина, а во второй раз через год от есаула разинской шайки Федьки Шелудяка». Герб представляет собой стоящего на трёх лапах и смотрящего в правую сторону льва с высунутым языком, и мечом в левой лапе, над головой льва — трёхлепестковая корона. Такое изображение есть на сохранившейся печати Симбирска, стоящей под выписью с переписных и отказных книг 1695 года.
Впервые колонна под короной появилась на знамёнах Симбирского пехотного полка 1712 года. Они были: «Жёлтые с золотым изображением в верхнем углу у древка колонны под короною». Знамёна для полков изготовлялись централизованно в Оружейной палате, старая символика, в случае Симбирска — лев, при этом была проигнорирована. Эмблему на знамёнах впоследствии использовал товарищ герольдмейстера граф Ф.М. Санти при создании в 1720-х годах герба Симбирска, при этом в XVIII веке печать с изображением льва функционировала в Симбирске независимо от вновь созданного герба. Эмблема для знамени, как и для знамён многих других полков, была взята из книги «Символы и эмблемата». В ней под номером 65 присутствует эмблема колонны под короной с девизом «Existimatione nixa», которому соответствовал русский аналог «Подпёрта честию», в более поздних изданиях этой книги девиз переведён как «Утверждена славою». Вопрос о причинах выбора эмблемы остаётся дискуссионным, однозначного ответа на него нет. В XVIII году в Симбирске возникла легенда, что герб города пожалован ему «за двукратную храбрую оборону от разбойника Стеньки Разина».

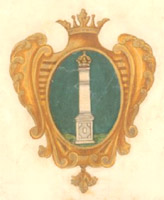
Герб Симбирска из «Знамённого гербовника», 1730 год

В июне 1728 года Верховный тайный совет издал указ о введении нового образца полковых знамён с государственным и городским гербами. В 1729 году под руководством обер-директора над фортификацией генерала Б.К. Миниха и при участии художника Андрея Баранова (живописца А.Д. Меншикова) был составлен Знамённый гербовник. 8 марта 1730 года новые гербы для полковых знамён были утверждены. На гербе для знамени Симбирского полка изображалась увенчанная золотой короной белая колонна на лазоревом поле.

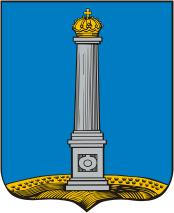
Герб Симбирска, 1780 год

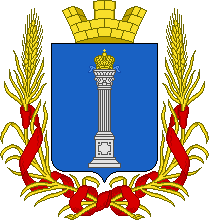
Герб Симбирска, 1859 год

22 декабря 1780 года высочайше утверждаются гербы Симбирского наместничества, герб Симбирска описывался так: «в синем поле, на белом столбе, золотая корона».
В 1859 году, в ходе геральдической реформы Б.В. Кёне был подготовлен проект украшения герба Симбирска. Из описания: «В лазоревом щите серебряный столб, на котором золотая, украшенная двумя Андреевскими лентами императорская корона. Щит увенчан золотой башенной короной о трёх зубцах и окружён золотыми колосьями, соединёнными Александровской лентой».
При установлении Советской власти герб перестал использоваться. В 1966—1967 годах, к 50-летию Октябрьской революции, был проведён конкурс на создание городского герба, новый герб должен был показать индустриально-аграрные достижения города. Наиболее приемлемый для властей оказался проект герба, на котором был изображён Памятник Ленину (скульптор М. Г. Манизер, архитектор В. Витман), шестерёнка, колосья, волжские волны и УАЗовская чайка.

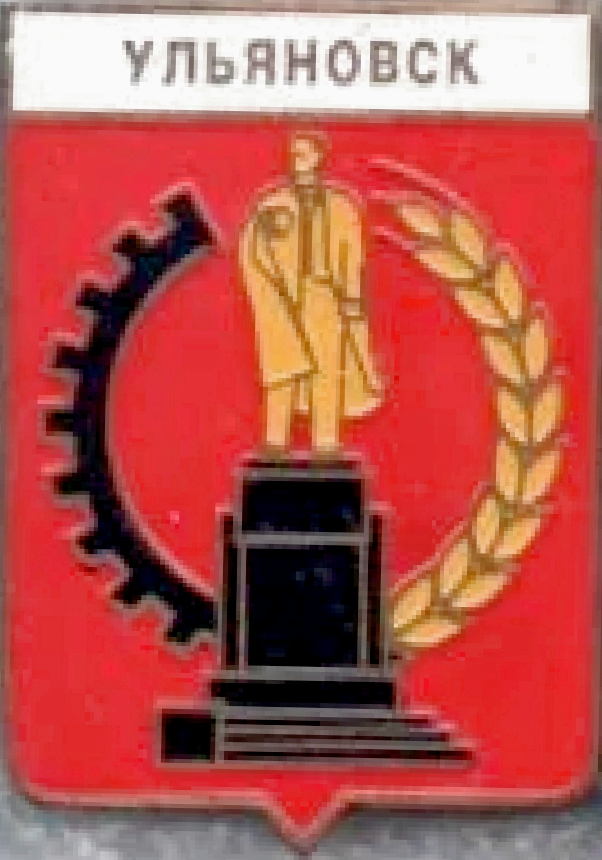
Нагрудный значок "Герб Ульяновска" (обр. 1967).

В постсоветском изображении герба города сохранили атрибуты царского времени — серебряная колонна с золотой Императорской короной. В постсоветское время, 5 марта 1997 года Ульяновской Городской Думой был принят герб города, основанный на гербе 1780 года, но колонна не опиралась на землю: «Герб города Ульяновска представляет собой изображение геральдического щита прямоугольной формы, вытянутый по вертикали. Поле щита голубого цвета. На щите по осевой линии расположена колонна белого цвета, установленная на прямоугольном основании. Сверху колонна завершается капителью. Над колонной помещена корона (венец), снизу которой по обе стороны расходятся две ленты синего цвета. Щит обрамлён по краю тонкой жёлтой каймой».Нагрудный значок "Герб Ульяновска" (обр. 1967)
В декабре 2003 года после консультаций с Государственным герольдмейстером Г. Вилинбаховым Городская Дума внесла изменения в Положение «О гербе города Ульяновска». Это было оформлено решением Ульяновской Городской Думы от 24 декабря 2003 года . Решением Ульяновской Городской Думы Ульяновской области от 27 февраля 2008 года № 23 «О гербе муниципального образования „город Ульяновск“» было решено считать официальным символом муниципального образования «город Ульяновск» герб муниципального образования «город Ульяновск». Тогда же утверждено Положение о гербе МО «город Ульяновск».

## Герб в филателии

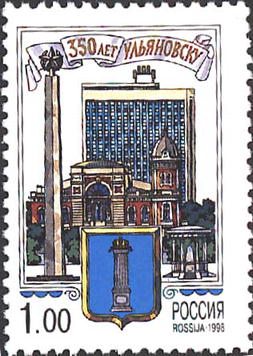
6.02.1998 года Министерство связи России выпустило ХМК — «Городу Ульяновску 350 лет. Герб города.» (Художник Н. Ветцо) — герб обр. 1997 г.
- В 1998 году Почта России выпустила почтовую марку № 443, посвящённую 350-летию Ульяновску.
- В 1998 году Почта России выпустила Конверт первого дня (КПД) со Спецгашением (СГ).
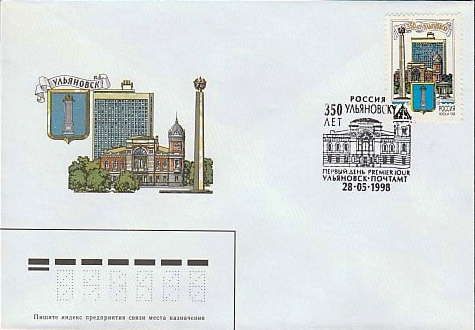
ХМК РФ, 1998. Городу Ульяновску 350 лет. Герб города  - Марка Почта России. 1998 г. 350 лет Ульяновску. (Герб Ульяновска, обр. 1997 г.)
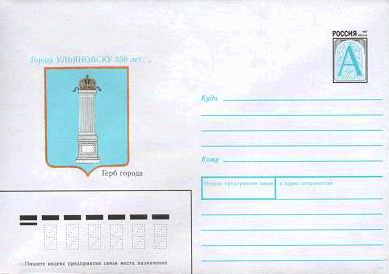
ХМК РФ, 1998. 350 лет г. Ульяновску. Герб города. (обр. 1997 г.).
  - КПД РФ, 1998. 350 лет городу Ульяновск (Герб Ульяновска, обр. 1997 г.).
  - ХМК РФ, 1998. 350 лет г. Ульяновску. Герб города. (обр. 1997 г.).